# БТР-82
БТР-82 — российский бронетранспортёр, представляющий собой глубокую модернизацию БТР-80.

## История
Опытные образцы БТР-82 и БТР-82А были собраны в декабре 2009 года на Арзамасском машиностроительном заводе (АМЗ). Испытания машин начались в январе 2010 года.
Вооружённые силы Казахстана приняли на вооружение БТР-82А раньше, чем ВС России, по контракту, заключённому в 2010 году, согласно которому поставки начались в феврале 2012 года. Первой воинской частью в СНГ, получившей БТР-82А, стала 36-я десантно-штурмовая бригада ДШВ ВС РК.
После завершения испытаний в 2013 году приказом министра обороны С. К. Шойгу БТР-82 был принят на вооружение Российской армии.
В 2013 году на БТР-82А были перевооружены некоторые части Южного военного округа. Первой воинской частью ВС РФ, получившая на вооружение БТР-82А в июне 2013 года, стала 7-я военная база в Абхазии.

## Конструкция

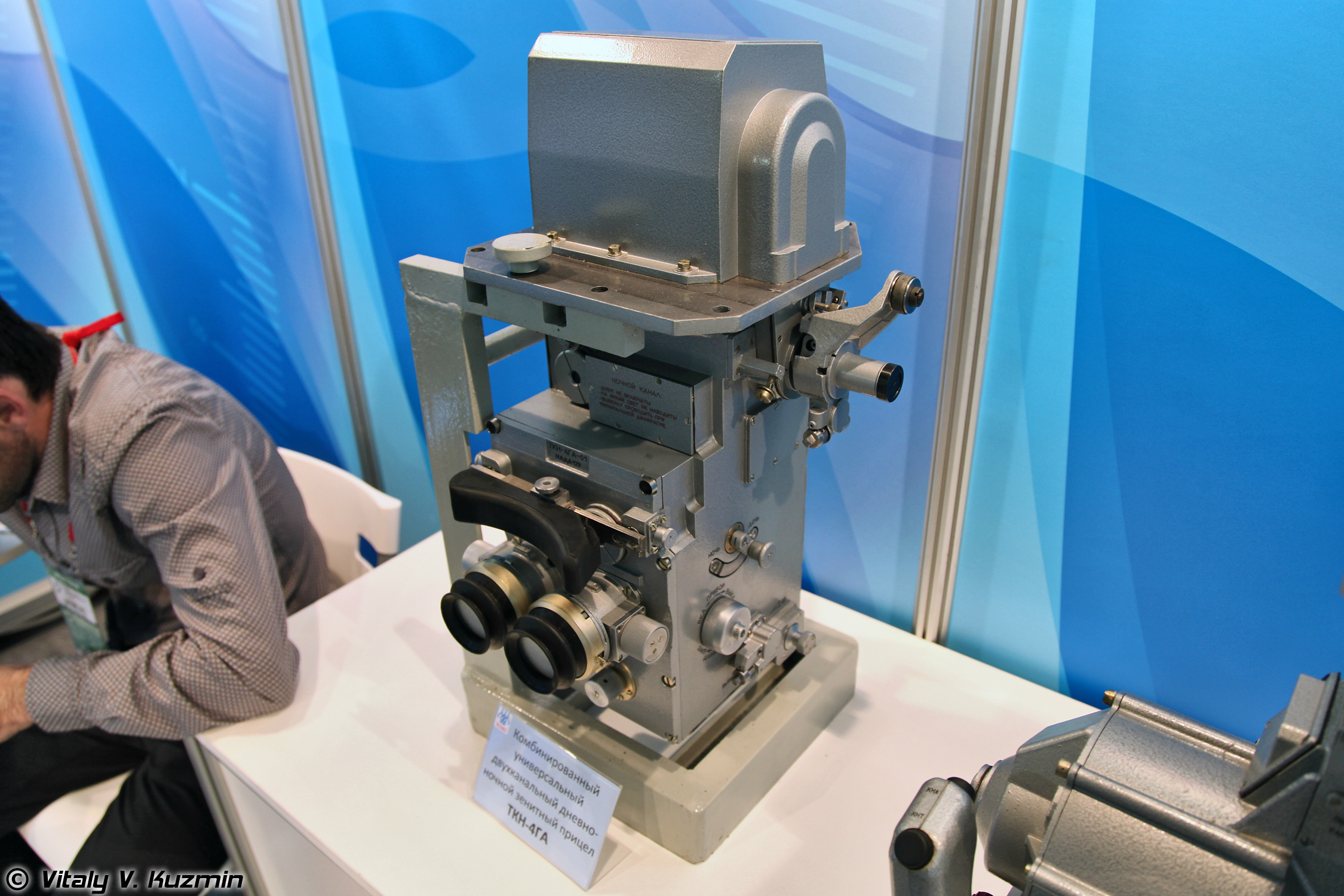
Прицел ТКН-4ГА
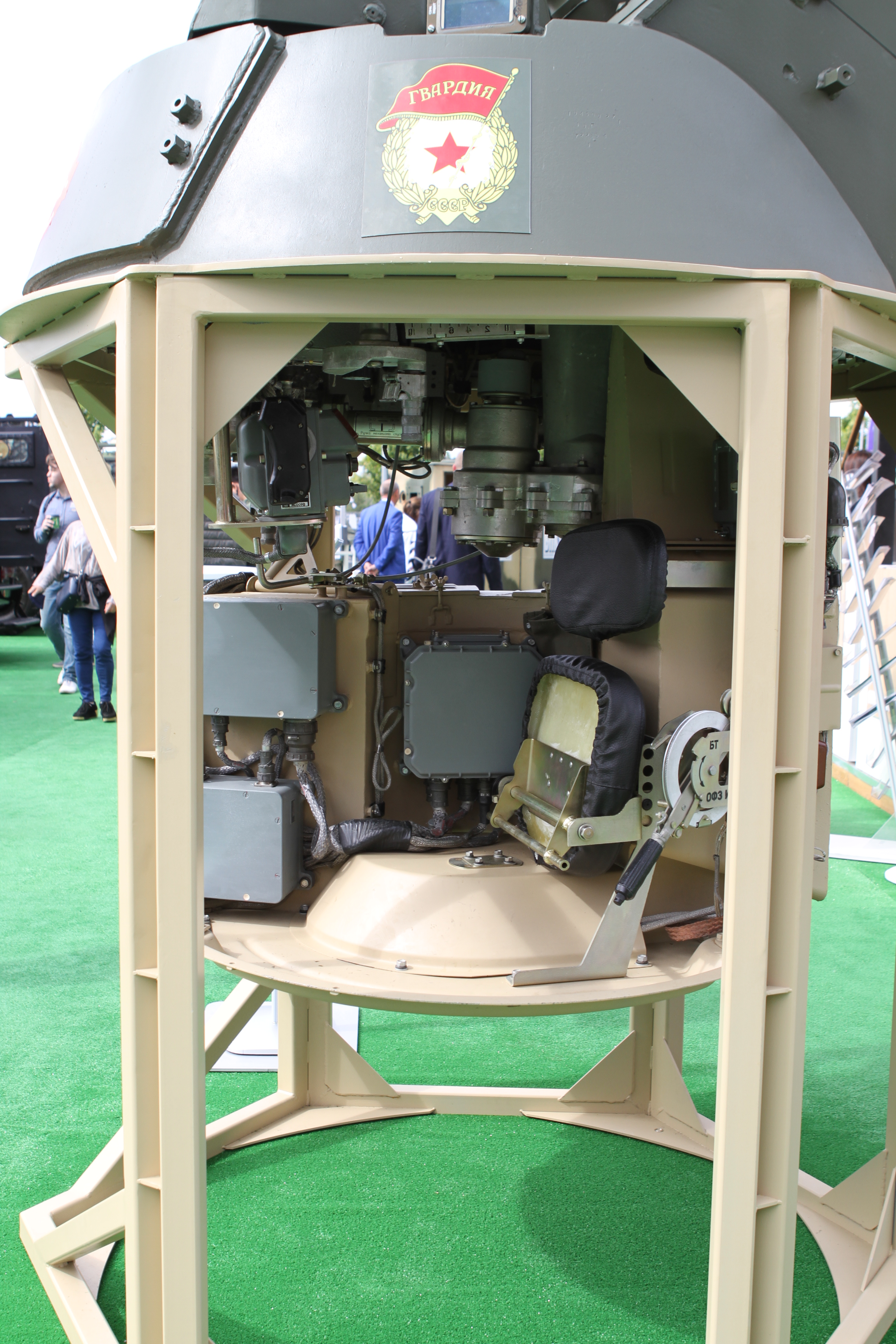
Боевой модуль

На машине установлен 8-цилиндровый 4-тактный V-образный дизельный двигатель КАМАЗ-740.14‑300 мощностью 300 л. с.
Конструкция башни — это унифицированный модуль, оснащённый системой стабилизации вооружения в двух плоскостях, а также электрическими приводами. Вооружение представлено 14,5-мм пулемётом КПВТ (для БТР-82) или скорострельной 30-мм пушкой 2A72 (для БТР-82А), спаренные с 7,62-мм пулемётом ПКТМ в модуле башенной пушечно-пулемётной установки (БППУ). Спаренное вооружение снабжено электроприводом и цифровым двухплоскостным стабилизатором, комбинированным всесуточным прицелом наводчика ТКН-4ГА с дневным и ночным каналами, со стабилизированным полем зрения и каналом управления дистанционным подрывом снаряда. На модификации прицела ТКН-4ГА-03 ночной канал заменён тепловизионным.
Повышена живучесть, проходимость, надёжность и ресурс эксплуатации по сравнению с БТР-80. Имеется противоосколочная защита в виде специальных накладок на внутренней поверхности корпуса и кондиционер. Бронетранспортёр получил цифровые радиостанции Акведук с шифрованием сигнала и комбинированные приборы наблюдения. Повышена противоминная стойкость.
С наличием системы стабилизации орудия появилась возможность эффективной стрельбы в движении и ночью. На внутренних поверхностях корпуса смонтирована противоосколочная защита. Штатное место оператора на БТР-82А переместилось из башни в обитаемое отделение. С целью ослабить воздействие от мин, все сиденья установлены на крепления, поглощающие удар. Машина оснащена новой улучшенной системой пожаротушения.

## Модификации

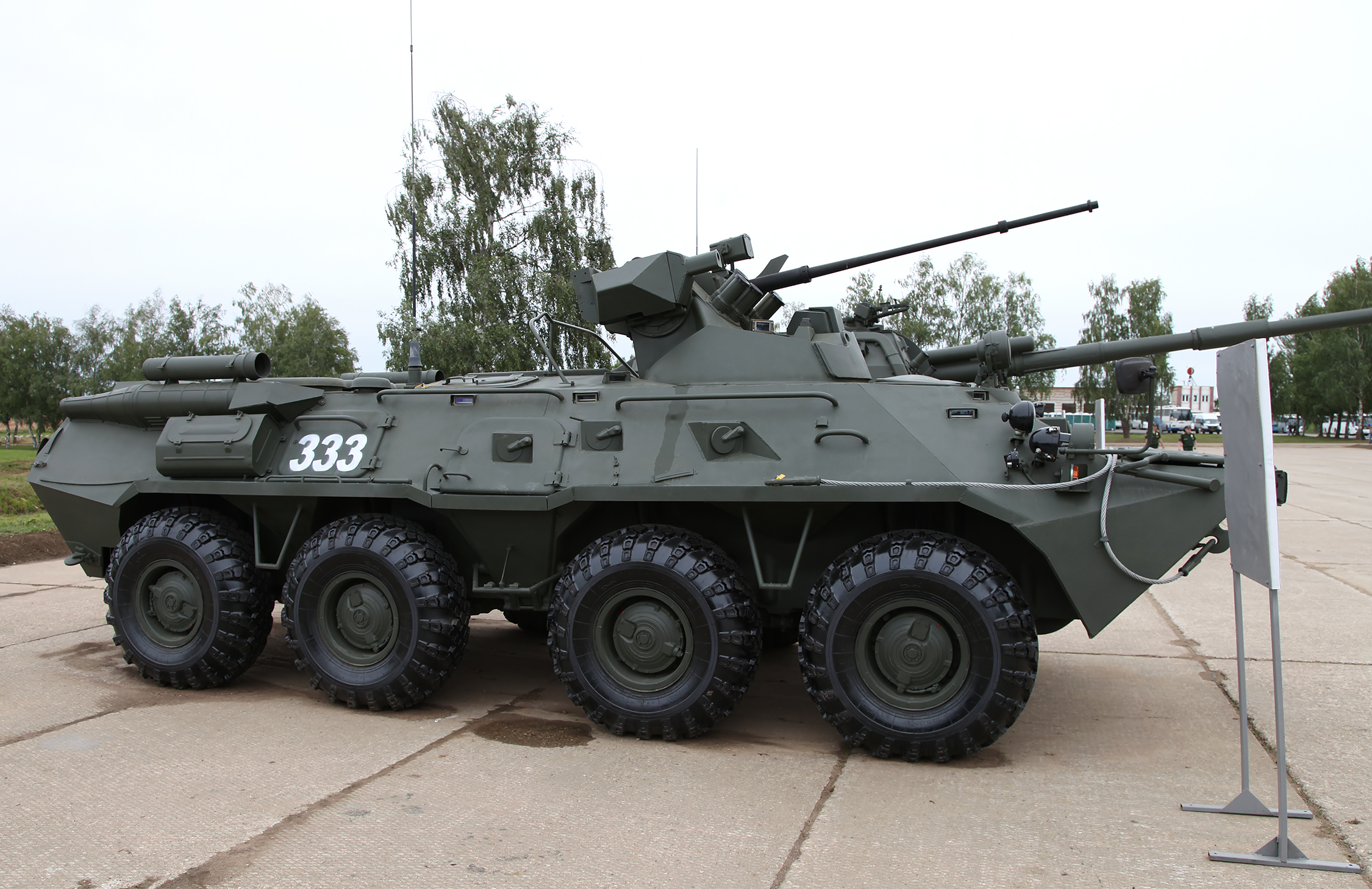
БТР-82А, выставленный на конкурсе «Танковый биатлон-2014»
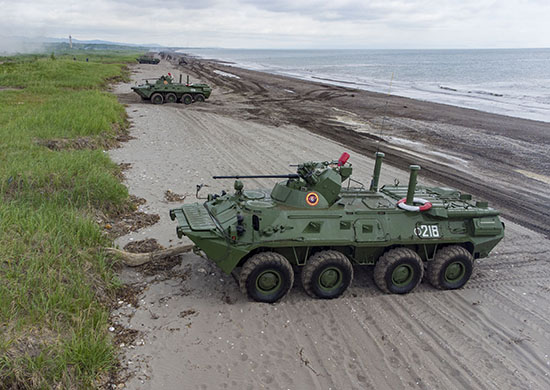
Модернизированный бронетранспортер БТР-82АМ с установленными при морском десантировании противоволновыми воздухозаборными трубами
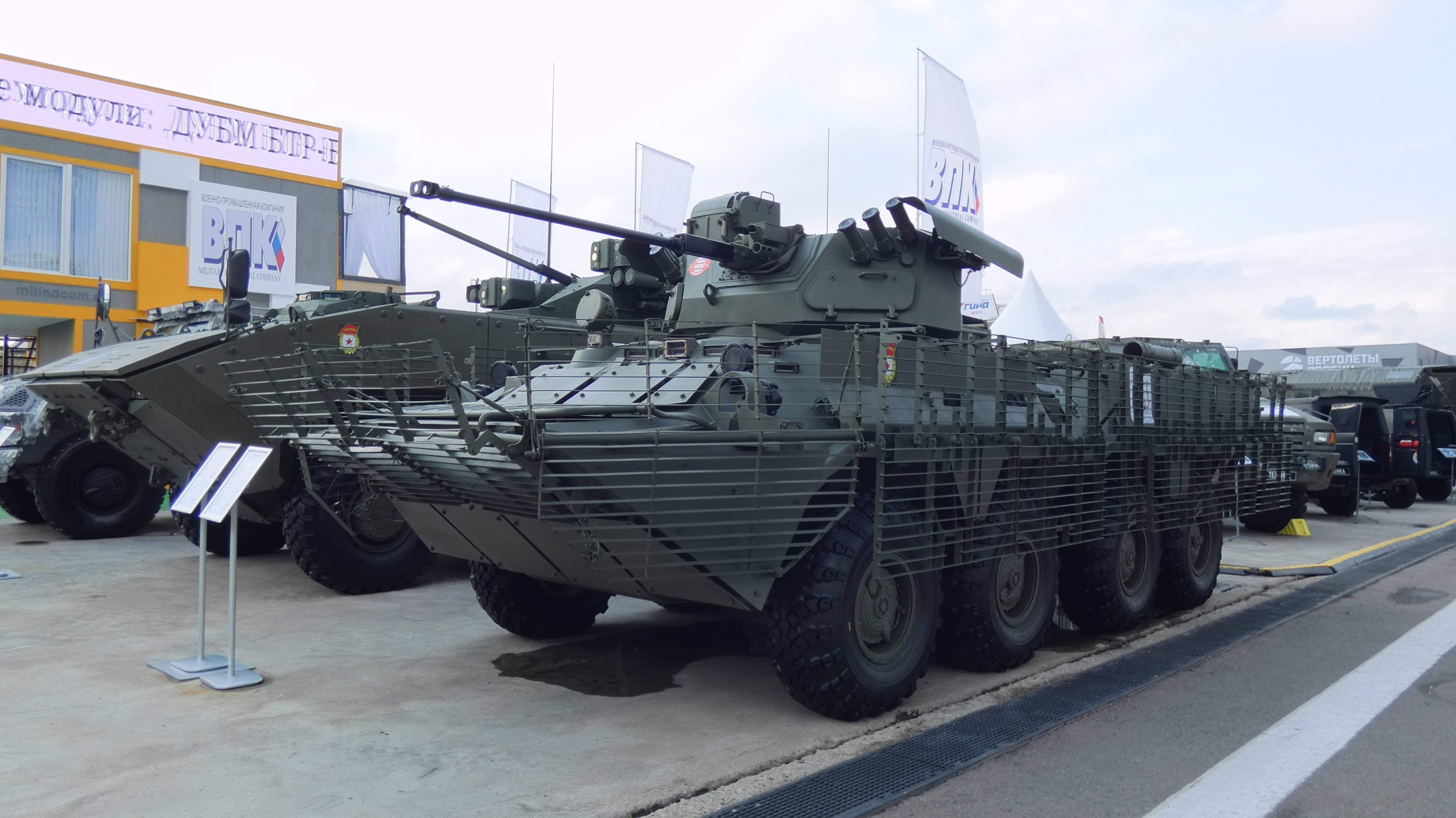
БТР-82АТ с боевым модулем БТР-БМ на выставке «Армия-2021».

- БТР-82А — модификация с 30-мм пушкой 2А72 в модуле БППУ.
- БТР-82А1 (БТР-88[16]) — модернизированный БТР-82, оснащённый дистанционно управляемым боевым модулем разработки ЦНИИ «Буревестник» с 30-мм автоматической пушкой и 7,62-мм пулемётом.
- БТР-82АМ — БТР-80 модернизированный до уровня БТР-82А. Модернизация производится в ходе капитального ремонта на ремонтных предприятиях[17].
- БТР-82АТ — модификация с комплектом дополнительных экранов и решёток, комбинированным двухканальным прицелом и ПТРК «Корнет» в десантном отделении[18].
- БТР-82В — вариант для Росгвардии с боевым модулем от БТР-80[19].
- БТР-87 — глубокая модернизация БТР-82А, имеет полностью новый бронекорпус с передним расположением моторно-трансмиссионного отделения и задним расположением отделения для десантников. Разработан «Военно-промышленной компанией» Группы ГАЗ и в основном предназначен для экспорта. Впервые был показан в июне 2015 года на международном военно-техническом форуме «Армия-2015» в парке «Патриот» в Кубинке[20].

## Машины на базе

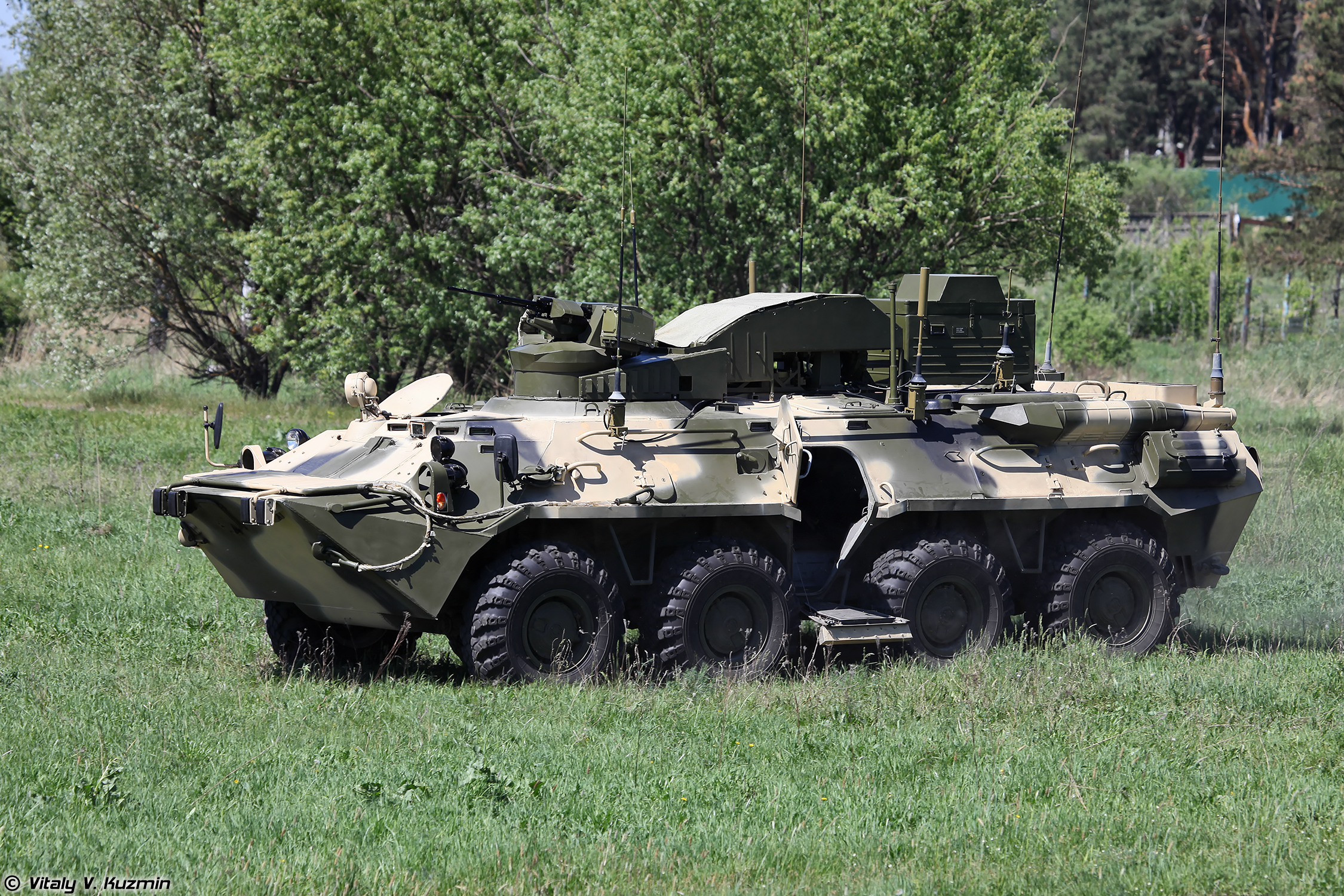
БПДМ «Тайфун-М»

- Тайфун-М — боевая противодиверсионная машина (индекс 15Ц56М) создана на базе БТР-82 и предназначена для защиты подвижных ракетных комплексов и подразделений РВСН.

## Оценка
По оценке экспертов, эффективность боевого применения БТР-82 и БТР-82А вдвое превышает таковую соответственно для БТР-80 и БТР-80А.
Эксперты RUSI из недостатков отмечают отсутствие композитной брони по бокам уровня имеющейся на боевых машинах западных БМП, а также отсутствие противоминной защиты

## Эксплуатанты
- Азербайджан : от 107[23] до 230 единиц на вооружении, по состоянию на 2024 год, поставлены до 2018 года[24].
- Беларусь: 70 единиц на вооружении, по состоянию на 2024 год[25]
- Казахстан : от 63[26] до 134 единиц на вооружении по состоянию на 2024 год. Машины были получены в период с 2012 до 2018 года[27]
- Россия:
  - Сухопутные войска: 700 БТР-82А/АМ по состоянию на 2024 год[28]
  - Береговые войска ВМФ: 600 БТР-82А по состоянию на 2024 год[29]
  - Воздушно-десантные войска: 120 БТР-82АМ по состоянию на 2024 год[30]
  - Войска национальной гвардии: неизвестное количество БТР-82А/БТР-82АМ по состоянию на 2021 год[31]
- Узбекистан: около 100 БТР-82А на вооружении, по состоянию на 2024 год[32]
- Украина: 75 трофейных БТР-82А в сухопутных войсках, по состоянию на 2024 год[33]

### Бывшие эксплуатанты
- Баасистская Сирия: неизвестное количество БТР-82А по состоянию на 2024 год[34].

## Боевое применение
- Война на Донбассе: БТР-82А использовался пророссийскими сепаратистами и российскими войсками[35][36][37] . Министр обороны Украины Валерий Гелетей обвинил Российскую Федерацию в поставках этого вида техники в зону конфликта[38].
- В конце августа 2015 года сирийская армия опубликовала видео БТР-82А. Окраска машин соответствовала используемой в ВС России. Наблюдатели предполагают, что машины были взяты из российских армейских запасов и доставлены в Сирию на российском большом десантном корабле «Николай Фильченков»[39][40].
- Осенью 2020 года во время конфликта в Нагорном Карабахе БТР-82 использовались азербайджанской армией. Как минимум одна единица была потеряна в ходе конфликта[41]. После подписания трёхстороннего мирного соглашения, в зону конфликта были переброшены российские миротворцы, также использующие БТР-82[42].
- C 24 февраля 2022 года БТР-82А/АМ используется в ходе вторжения России на Украину[43].  По состоянию на август 2022 года, по данным Forbes, ВС РФ потеряли не менее 194 БТР-82А/АМ[44]. По состоянию на начало 2023 года не менее 80 российских БТР-82А/АМ захвачены и используются ВСУ[45][46][47]. 21 октября во ходе боёв под Авдеевкой ВС РФ потеряли уничтоженными не менее 13 БТР-82А/АМ за один день[48].

## Стоимость
На 2016 год стоимость одной единицы БТР-82А составляла 29 131 718 рублей, а одной единицы БТР-82АМ — 24 768 495 рублей.

## Галерея

БТР-82А на выставке Интерполитех 2011
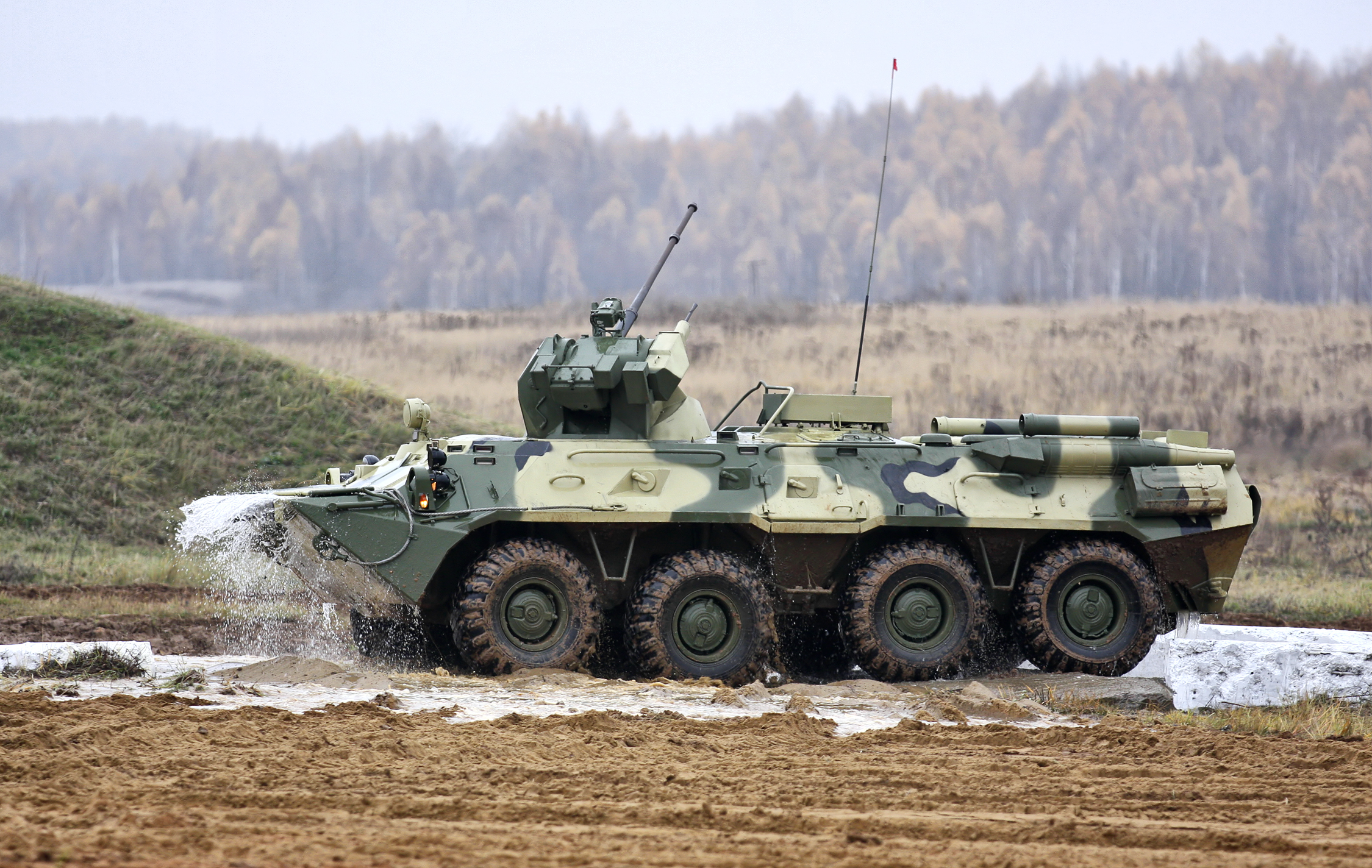
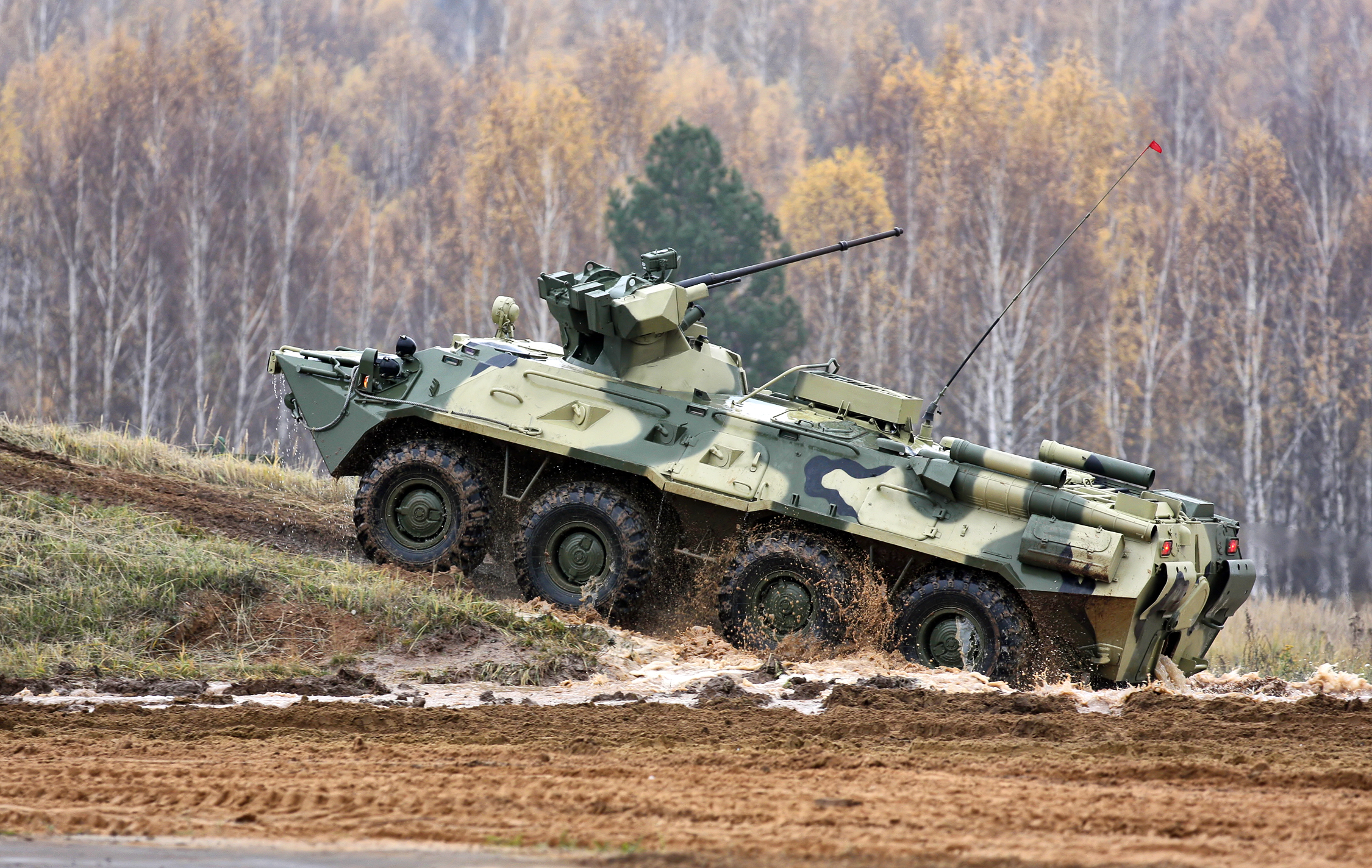
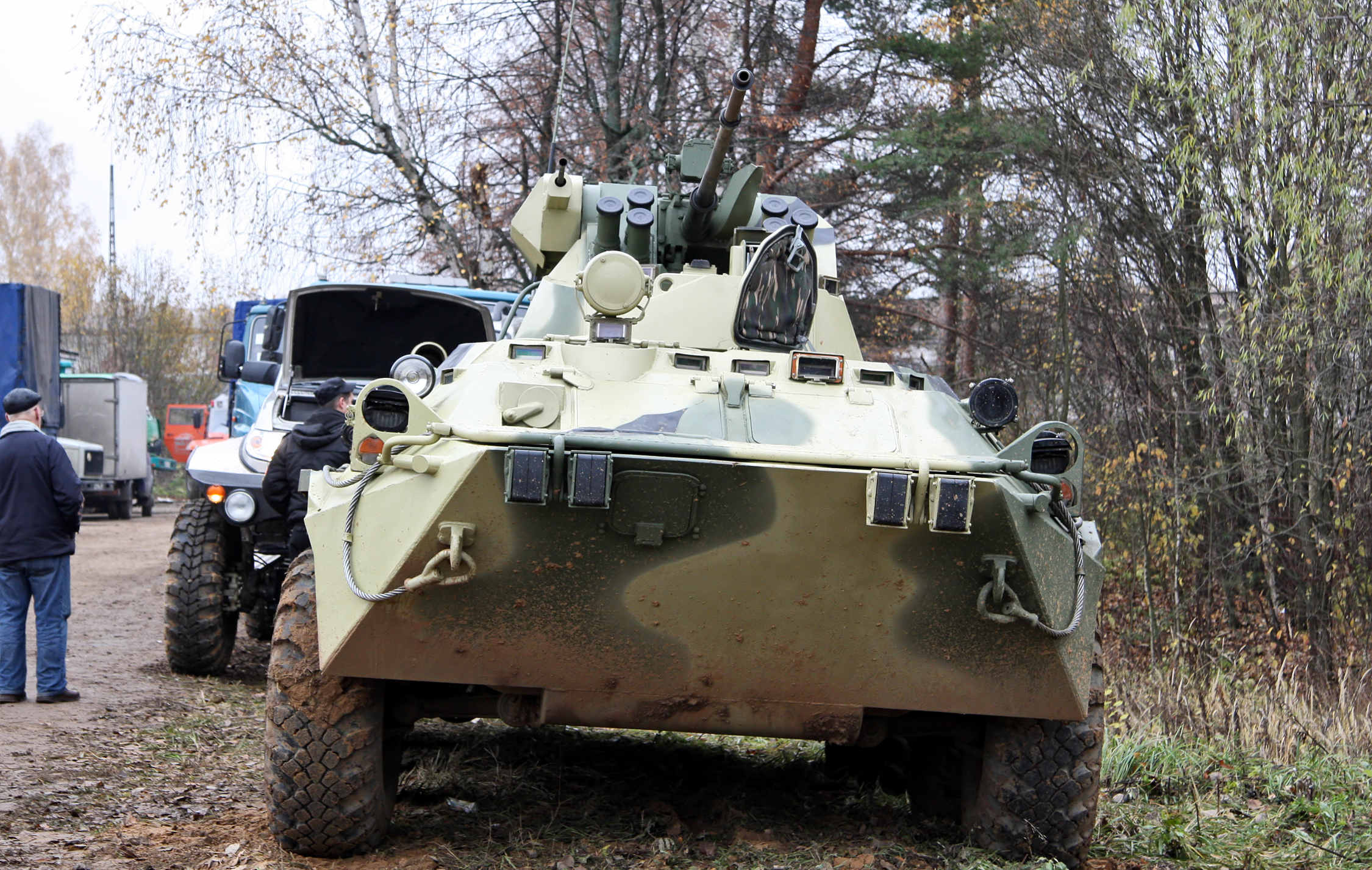
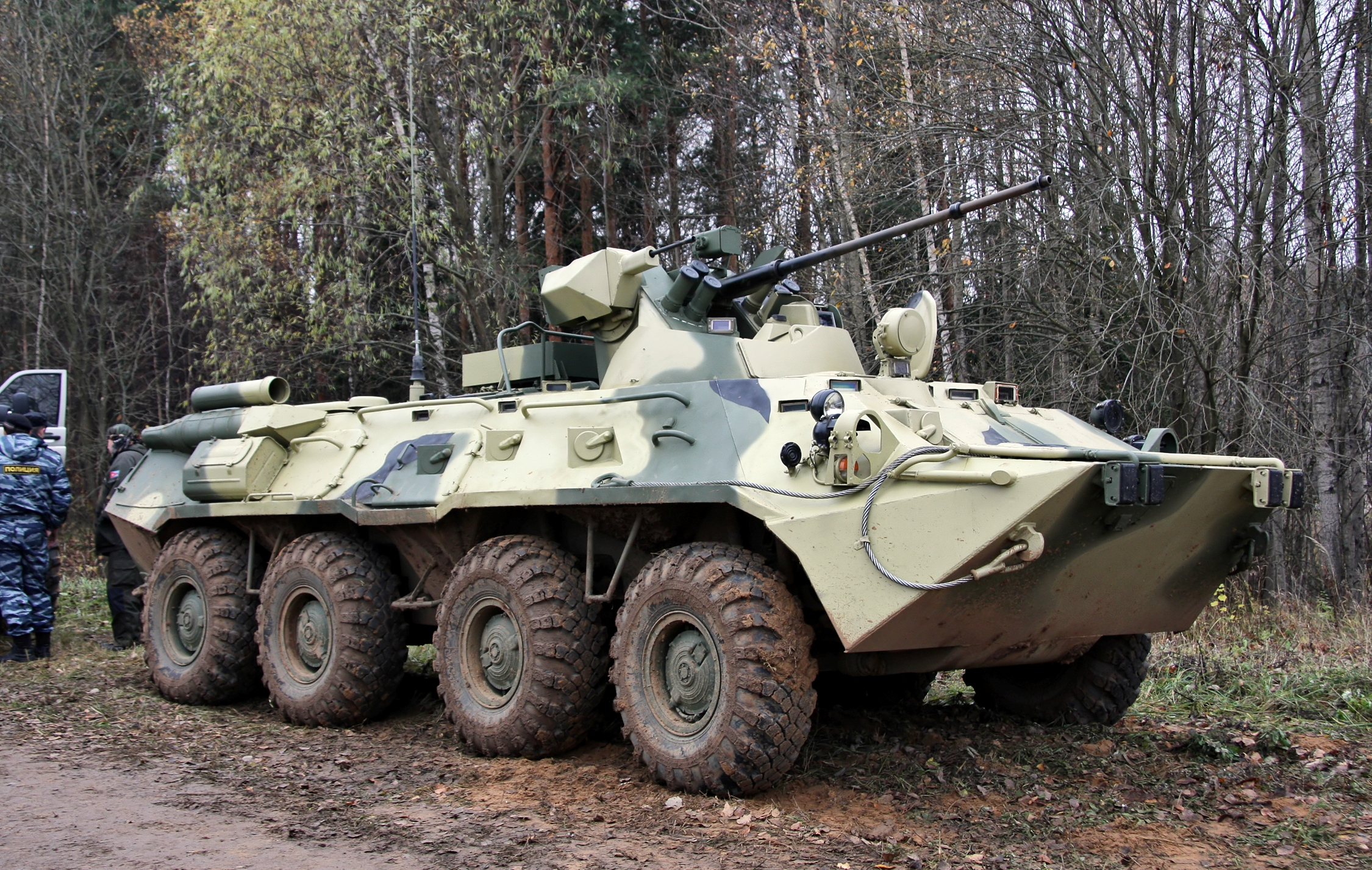
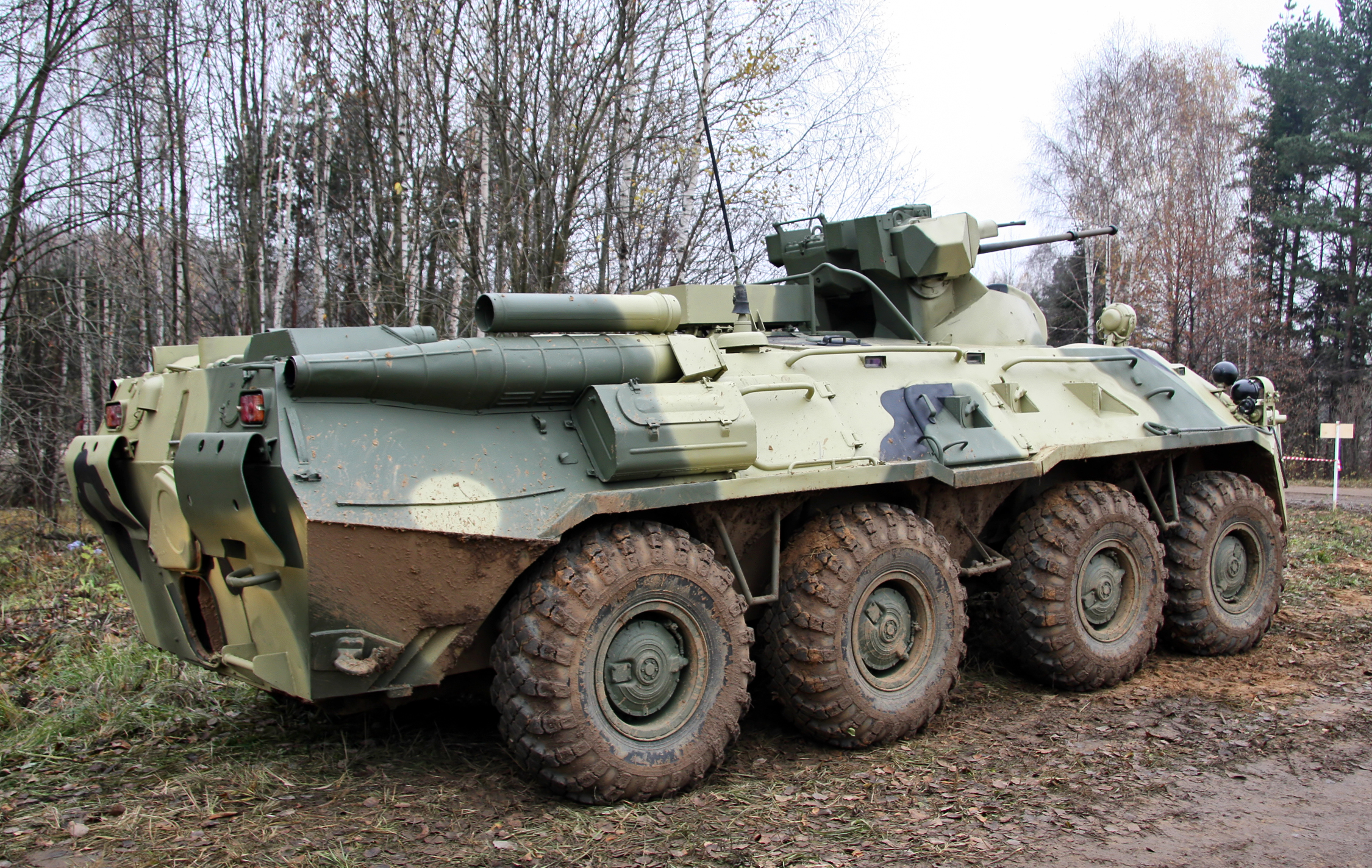